# Deutsche Botschaft Manila
Die Deutsche Botschaft Manila ist die diplomatische Vertretung der Bundesrepublik Deutschland in der Republik der Philippinen. Der Leiter der Vertretung ist zugleich als Botschafter in der Republik Marshallinseln, in den Föderierten Staaten von Mikronesien und der Republik Palau mit Sitz in Manila akkreditiert. Ein Beamter der Vertretung ist zugleich Konsul für die amerikanischen Außengebiete Guam und Wake und für die mit einem Commonwealth-Pakt mit den USA verbundenen Nördlichen Marianen.

## Lage und Gebäude
Die Kanzlei der Botschaft liegt in Makati City, südöstlich im Zentrum der Hauptstadtregion Metro Manila. Die Straßenadresse lautet: 25/F Tower II, RCBC Plaza, 6819 Ayala Ave. 1200 Makati City, Metro Manila.
Das rund 4 Kilometer westlich befindliche Außenministerium ist in der Regel in 15 Minuten zu erreichen. Zum 8 Kilometer südlich gelegenen Flughafen Manila (Ninoy Aquino International Airport) ist im Prinzip eine Fahrtzeit von einer Viertelstunde anzusetzen. Der eine Vielzahl von Verbindungen zu philippinischen Inseln anbietende Anleger an der North Harbor Pier 4 liegt 11 Kilometer nordöstlich; in der Regel ist mit einer Fahrtzeit von einer guten halben Stunde zu rechnen. 
Die Kanzlei ist im 25. Stockwerk des Turms 2, einem Bürohochhaus im RCBC Plaza, untergebracht.

## Auftrag und Organisation
Die Deutsche Botschaft Manila hat den Auftrag, die deutsch-philippinischen Beziehungen zu pflegen, die deutschen Interessen gegenüber der Regierung der Philippinen zu vertreten und die Bundesregierung über Entwicklungen im Gastland zu unterrichten. Gleiches gilt für die Inselstaaten, in denen Nebenakkreditierung besteht.
In der Botschaft werden die Sachgebiete Politik, Wirtschaft, Kultur und Bildung sowie Entwicklungszusammenarbeit (EZ) bearbeitet. Schwerpunkte der EZ liegen in den Bereichen Friedensförderung und Konflikttransformation (mit einem regionalen Fokus auf der Insel Mindanao) sowie Projekte im Bereich Umwelt, Klimaschutz, Biodiversität und Anpassung an den Klimawandel.
Das Referat für Rechts- und Konsularangelegenheiten der Botschaft betreut als konsularischen Amtsbezirk das gesamte Staatsgebiet der Philippinen sowie das der Staaten, in denen Nebenakkreditierung besteht. Es bietet konsularische Dienstleistungen für ansässige deutsche Staatsangehörige an. Die Visastelle des Referats stellt Visa für philippinische und andere Staatsangehörige aus. In Cebu und Koror (Palau) sind Honorarkonsuln der Bundesrepublik Deutschland bestellt und ansässig.

## Geschichte
Die Philippinen erhielten am 4. Juli 1946 ihre Unabhängigkeit von den Vereinigten Staaten. Die  Bundesrepublik Deutschland eröffnete am 9. Februar 1956 eine Gesandtschaft in Manila, die am 7. März 1958 in eine Botschaft umgewandelt wurde.
Am 21. September 1973 wurden diplomatische Beziehungen zwischen der DDR und den Philippinen aufgenommen. Zunächst war der Botschafter in Jakarta (Indonesien) nebenakkreditiert. Ab 1978 bestand eine Botschaft der DDR in Manila, die mit dem Beitritt der DDR zur Bundesrepublik Deutschland im Jahr 1990 geschlossen wurde.